# The Last of Us
The Last of Us  este un joc video de acțiune-aventură dezvoltat de Naughty Dog și publicat de Sony Computer Entertainment. A fost lansat pentru PlayStation 3 în iunie 2013. Jucătorul preia controlul lui Joel, un contrabandist a cărui misiune este să escorteze o adolescentă numită Ellie printr-o Americă post-apocaliptică. The Last of Us folosește o perspectivă third-person; jucătorii folosesc arme de foc și arme improvizate, având posibilitatea de a se furișa pentru a se apăra de inamici și creaturi canibale infectate cu o tulpină mutată a ciupercii Cordyceps. În modul online multiplayer pot participa până la opt jucători în modurile cooperativ și competitiv.
Dezvoltarea lui The Last of Us a început în 2009, la puțin timp după lansarea jocului Uncharted 2: Among Thieves de către Naughty Dog. Acțiunea jocului se concentrează pe relația dintre Joel și Ellie, povestea dezvoltându-se în jurul lor. Actorii Troy Baker și Ashley Johnson i-au dublat și au furnizat mișcările lui Joel și Ellie. Ambii au participat, alături de directorul creativ Neil Druckmann, la dezvoltarea personajelor și a poveștii. Coloana sonoră a fost compusă de Gustavo Santaolalla.
The Last of Us a fost unul din cele mai așteptate jocuri după anunțarea acestuia în decembrie 2011. A fost lăudat pentru personaje, subtext, explorarea condiției umane, și portretizarea personajelor feminine. The Last of Us a devenit unul din cele mai bine vândute jocuri de Playstation 3, cu peste 1,3 milioane de exemplare vândute în prima săptămână de la lansare și cu peste opt milioane de unități vândute în paisprezece luni. Considerat a fi unul din cele mai bune jocuri video din toate timpurile, a câștigat multe premii, printre care mai multe premii pentru jocul anului acordate de mai multe publicații dedicate jocurilor, critici, și a câștigat mai multe ceremonii dedicate acestora, devenind unul din jocurile cu cele mai multe premii din istorie. După lansarea jocului Naughty Dog a publicat mai multe DLC-uri; The Last of Us: Left Behind a adăugat o nouă campanie pentru un jucător, povestea desfășurându-se în jurul lui Ellie și a celui mai bun prieten al acesteia, Riley. O variantă îmbunătățită a jocului original, The Last of Us Remastered, a fost lansată pentru PlayStation 4 în iulie 2014. În decembrie 2016 a fost anunțată o continuare a jocului, intitulată The Last of Us Part II.

## Jocul
The Last of Us este un joc de acțiune aventură și survival horror jucat dintr-o perspectivă third-person. Jucătorii traversează mai multe medii post-apocaliptice precum orașe, clădiri, și canale pentru a avansa în poveste. Jucătorii pot folosi arme de foc, arme improvizate, având posibilitatea de a se furișa pentru a se apăra de inamici și creaturi canibale infectate cu o tulpină mutată a ciupercii Cordyceps. Pentru o mare parte din joc, jucătorul preia controlul lui Joel, un contrabandist a cărui misiune este să escorteze o adolescentă numită Ellie de-a lungul Statelor Unite; Ellie și alte personaje sunt controlate de inteligența artificială a jocului. Jucătorii pot juca și ca Ellie în timpul misiunii de iarnă.
În timpul luptelor, jucătorii pot folosi arme cu rază lungă de acțiune, cum ar fi puști cu lunetă, arme de vânătoare și arcuri cu săgeți, precum și arme cu rază scurtă de acțiune, cum ar fi pistoalele sau revolvere. Jucătorii pot folosi arme albe pentru o perioadă limitată de timp, cum ar fi țevi sau bâte de baseball, și pot arunca sticle sau cărămizi pentru a distrage, ameți sau ataca inamicii. Jucătorii pot îmbunătăți armele la mese de lucru folosind obiectele colecționate. Echipamente precum truse de prim ajutor sau cocktailuri Moltov pot fi și ele găsite sau fabricate folosind obiectele colecționate. Caracteristici precum bara de viață și viteza de fabricare pot fi îmbunătățite prin colecționarea de pastile și plante medicinale. Viața poate fi reîncărcată prin folosirea truselor de prim ajutor..

Modul „Listen” le permite jucătorilor să descopere poziția inamicilor prin evidențierea contururilor prin pereți, efect obținut prin îmbunătățirea auzului și a orientării.

Deși jucătorii pot ataca inamicii direct, există posibilitatea ca ei să se poată furișa în spatele lor pentru a-i omorî, sau îi pot ocoli. Modul „Listen” le permite jucătorilor să localizeze inamicii prin îmbunătățirea auzului și a orientării, indicate prin contururi vizibile prin pereți și obiecte. În sistemul dinamic de acoperire, jucătorii se ascund după obstacole pentru a obține un avantaj tactic⁠(en)[traduceți] în timpul luptelor. Jocul are și perioade fără lupte, în care au loc conversații între personaje. Jucătorii rezolvă puzzle-uri simple, cum ar fi folosirea paleților plutitori pentru a-i elibera drumul lui Ellie, care nu poate să înoate, peste corpuri de apă, și prin folosirea de scări sau mutarea pubelelor pentru a ajunge în zone mai înalte. Pot fi colecționate obiecte precum notițe, hărți și benzi desenate, care pot fi revăzute în meniul „rucsac”.
Jocul are un sistem de inteligență artificială prin care inamicii umani ostili reacționează la luptă. Dacă inamicii descoperă jucătorul, ei se pot ascunde sau pot cere ajutor, și pot profita de jucători când aceștia sunt distrași, rămân fără muniție, sau se află într-o luptă. Companionii jucătorului, precum Ellie, îl ajută în luptă aruncând obiecte în inamici pentru a-i ameți, anunțând locațiile inamicilor care nu pot fi văzuți, sau folosind un cuțit sau un pistol pentru a ataca inamicii.

### Multiplayer
Modul multiplayer online permite angajarea a până la opt jucători în misiuni recreate în zone din modul singleplayer. Jocul are trei moduri multiplayer: Supply Raid și Survivors sunt lupte până la moarte⁠(en)[traduceți], în ultimul fiind exclusă posibilitatea de reapariție⁠(en)[traduceți]; Modul „Interrogation” le cere echipelor să investigheze locurile în care se află cutiile de valori ale echipelor inamice, iar echipa care le găsește prima este desemnată câștigătoare. În fiecare mod, jucătorii aleg o facțiune—Hunters (un grup de supraviețuitori ostili) sau Fireflies (un grup de milițieni revoluționari)—și trebuie să-și ajute clanul să reziste prin strângerea de provizii în timpul meciului. Fiecare meci corespunde unei zi; atunci când jucătorii au supraviețuit douăsprăzece „săptămâni”, ei pot alege să schimbe tabăra. Prin uciderea inamicilor, învierea aliaților și crearea de obiecte noi, jucătorii primesc piese care pot fi convertite în provizii; piesele pot fi adunate și de pe corpurile inamicilor morți. Jucătorii pot căra mai mult echipament doar ce obțin mai multe puncte, în timp ce proviziile clanului cresc. Jucătorii pot conecta jocul la contul personal de Facebook, modificând numele și fețele membrilor clanului astfel încât să se potrivească cu cele ale jucătorilor care au cont pe Facebook. Jucătorii au posibilitatea să-și personalizeze înfățișarea cu pălării, căști, măști și embleme.

## Povestea
În septembrie 2013, izbucnirea epidemiei cu ciuperca mutantă Cordyceps face ravagii în Statele Unite, transformând gazdele umane în monștrii canibali pe măsură ce îi infectează. Într-o suburbie din Austin, Texas, Joel (Troy Baker) încearcă să fugă cu fratele său Tommy (Jeffrey Pierce) și fiica Sarah (Hana Hayes). Pe măsură ce fug, Sarah este împușcată de un soldat și moare în mâinile lui Joel. În cei douăzeci de ani care au urmat acestui incident, o mare parte din civilizație este distrusă de infecție. Supraviețuitorii trăiesc în zone de carantină puternic păzite de poliție, așezări independente și grupuri nomade. Joel lucrează ca traficant alături de partenera lui Tess (Annie Wersching) în zona carantină Boston, Massachusetts. Ei îl capturează pe Robert (Robin Atkin Downes), un dealer de pe piața neagră, pentru a recupera o ladă de arme pe care acesta o furase. Înainte ca Tess să-l omoare, Robert a dezvăluit ca a vândut lada Licuricilor, un grup de rebeli care se opune autorităților din zona de carantină.
Liderul Licuricilor, Marlene (Merle Dandridge), a promis că va dubla cantitatea de arme în schimbul escortării unei adolescente, Ellie (Ashley Johnson), în ascunzătoarea Licuricilor din clădirea capitolului din Boston, aflat în afara zonei carantină. Joel, Tess și Ellie se furișează noaptea, dar în urma unei confruntări cu o patrulă, descoperă că Ellie este infectată. Infectarea este completă în mai puțin de două zile, însă Ellie susține că a fost infectată cu trei săptămâni în urmă și că imunitatea ei ar putea fi folosită pentru găsirea unui remediu. În drumul spre Boston, ei trei trec de hoarde de infectați, aflând în cele din urmă că toți cei din ascunzătoare au fost omorâți. Tess dezvăluie faptul că a fost mușcată de un infectat; crezând în importanța lui Ellie, Tess se sacrifică înfruntând mai mulți soldați, pentru ca Joel și Ellie să scape. Joel decide să îl caute pe Tommy, un fost Licurici, cu speranța că îi va putea găsi pe Licuricii rămași. Cu ajutorul lui Bill (W. Earl Brown), un traficant care îi datora lui Joel o favoare, ei fac rost de un vehicul funcțional. În timp ce conduceau prin Pittsburgh, Pennsylvania, Joel și Ellie sunt copleșiți de bandiți, iar mașina lor este distrusă. Ei se aliază cu doi frați, Henry (Brandon Scott) și Sam (Nadji Jeter); după ce scapă din oraș, Sam este mușcat de un infectat, dar își ascunde rana de grup. În timp ce infecția pune stăpânire pe corp, Sam o atacă pe Ellie, dar Henry îl împușcă și se sinucide.
Toamna, Joel și Ellie îl găsesc pe Tommy în Jackson, Wyoming, unde a construit, alături de soția lui Maria (Ashley Scott), o așezare fortificată în apropierea unui baraj hidroelectric. Joel dorește să o lase pe Ellie cu Tommy, dar după ce îi amintește de Sarah, îi permite să stea cu el. Tommy le spune despre o ascunzătoare a Licuricilor de la Universitatea din estul Coloradoului. Ei găsesc universitatea abandonată, dar află că Licuricii s-au mutat la un spital în apropiere de Salt Lake City, Utah. Ei sunt atacați de bandiți, iar Joel este rănit grav. În timpul iernii, Ellie și Joel se adăpostesc în munți. Joel este pe moarte și depinde de Ellie, care are grijă de el. În timp ce vâna, Ellie dă de David (Nolan North) și James (Reuben Langdon), care doresc să-i ofere lui Ellie medicamente în schimbul mâncării; David dezvăluie că bandiții omorâți de Ellie și Joel la universitate făceau parte din grupul lor. Ellie reușește să conducă grupul lui David departe de Joel, dar este capturată; David intenționează să o recruteze în grupul lor de canibali. Ea scapă după ce îl omoară pe James, dar David o încercuiește într-un restaurant în flăcări. Între timp, Joel își revine și iese din adăpost pentru a o căuta pe Ellie. O găsește după ce ea l-a omorât pe David; Joel o îmbărbătează pentru a-și reveni din șocul uciderii acestuia și fug din loc.
Primăvara, Joel și Ellie ajung în Salt Lake City și sunt capturați de o patrulă a Licuricilor. La spital, Marlene le transmite lui Joel și Ellie că sunt pregătiți pentru o operație. Sperând că vor produce un vaccin care să lupte cu infecția, Licuricii vor să înlăture porțiunea infectată a creierului lui Ellie, lucru care ar ucide-o. Nedorind să o lase pe Ellie să moare, Joel se luptă pentru a ajunge în sala de operații și o cară pe Ellie, inconștientă, în garajul din parcare. Se luptă cu Marlene, pe care o împușcă fatal, pentru ca Licuricii să nu-i poată urmări. În timp ce ieșeau din oraș, Joel o minte pe Ellie și îi spune că Licuricii au găsit și alți oameni imuni, dar nu au reușit să producă un antidot și că au încetat să mai încerce.  În apropiere de casa lui Tommy, Ellie dezvălui că nu era singură când a fost infectată și resimte vina supraviețuitorului⁠(en)[traduceți]. La insistențele sale, Joel jură că povestea sa despre Licurici este adevărată.

## Dezvoltare
Naughty Dog a început să lucreze la The Last of Us în 2009, după lansarea jocului Uncharted 2: Among Thieves. Pentru prima dată în istoria companiei, Naughty Dog s-a împărțit în două echipe; în timp ce una lucra la Uncharted 3: Drake's Deception (2011), cealaltă s-a ocupat de The Last of Us. Regizorul Bruce Straley și directorul creativ Neil Druckmann au condus echipa responsabilă cu dezvoltarea lui The Last of Us.
Druckmann vede The Last of Us ca pe o poveste a maturizării, în care Ellie se adaptează la supraviețuire după ce petrece mai mult timp cu Joel, precum și ca pe o explorare a cât de departe este dispus să meargă un tată pentru a-și salva copilul. Motivul principal al jocului este „viața merge mai departe”, acesta fiind prezentat într-o scenă în care Joel și Ellie descoperă o turmă de girafe, un concept pe care artistul John Sweeney l-a explicat ca fiind proiectat pentru a „reaprinde dorința de viață [a lui Ellie]”, după suferința de după confruntarea cu David. The Infected, conceptul central al jocului, au fost inspirați dintr-un segment al documetarului Planeta Pământ, în care era prezentată ciuperca Cordyceps. Deși aceasta infectează de regulă insectele, preluând controlul asupra funcțiilor motorii și forțându-le să ajute la cultivarea sa, jocul dezbate conceptul de evoluție al fungilor și de infectare a oamenilor, și rezultatele directe ale unei epidemii cauzate de această infecție.
Relația dintre Joel și Ellie este tema principală a jocului, toate celelalte elemente dezvoltându-se în jurul ei. Actorii Troy Baker și Ashley Johnson i-au dublat și au furnizat mișcările lui Joel și Ellie. Ambii au participat, alături de directorul creativ Neil Druckmann, la dezvoltarea personajelor și a poveștii; de exemplu, Baker l-a convins pe Druckmann că Joel va avea grijă de Tess deoarece se simțea singur, iar Johnson l-a convins pe Druckmann că Ellie ar trebui să fie mai puternică și mai defensivă. Aspectul fizic al lui Ellie a fost de asemenea refăcut în timpul dezvoltării pentru a o face să semene mai mult cu Johnson. Și alte personaje din joc au trecut prin mai multe schimbări. Tess a fost planificată inițial ca principalul antagonist al The Last of Us, dar echipei i-a venit greu să creadă în motivațiile sale. Sexualitatea personajului Bill era vagă în scenariu, dar a fost modificată mai târziu pentru a-i evidenția homosexualitatea.

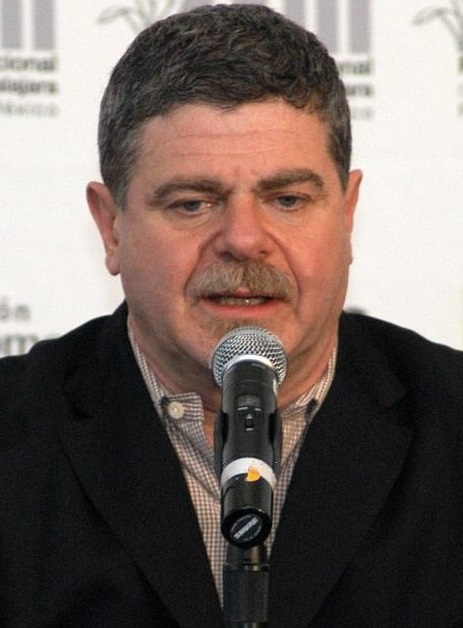
Muzicianul argentinian Gustavo Santaolalla a compus și interpretat coloana sonoră a The Last of Us

The Last of Us are o coloană sonoră originală compusă de Gustavo Santaolalla, alături de piese compuse de Andrew Buresh, Anthony Caruso și Jonathan Mayer. Cunsoscut pentru compozițiile sale minimaliste, Santaolalla a fost contactat la începutul dezvoltării. La compunerea coloanei sonore a folosit o gamă largă de instrumente, printre care și unele cu care nu era familiarizat, dându-i o impresie de pericol și inocență. Această abordare minimalistă a fost folosită și pentru sunetele și designul jocului. Sunete infectaților au fost înregistrate la începutul dezvoltării; echipa a încercat mai multe sunete pentru a obține ceea ce își doreau. Pentru a obține sunetul Clickerilor, au angajat-o pe actrița de dublaj Misty Lee, care a furnizat un sunet pe care sunetistul șef Phillip Kovats l-a descris ca avându-și originea în „fundul gâtului”. Departamentul artistic s-a inspirat din mai multe surse, precum fotografiile făcute de Robert Polidori după Uraganul Katrina, care au fost folosite ca model în proiectarea zonelor inundate din Pittsburgh. Angajații departamentului artistic au fost nevoiți să dezbată lucrurile pe care doresc să le includă, venind cu mai multe propuneri în timpul dezvoltării. În cele din urmă, departamentul a stabilit un echilibru între simplicitate și detaliu; în timp ce Straley și Druckmann preferau prima variantă, departamentul o prefera pe cea de-a doua. Genericul de la începutul jocului a fost creat de studioul din San Diego deținut de Sony.
Echipa a creat un nou motor pentru a putea implementa toate mecanicile dorite. Inteligența artificială a fost implementată în așa fel încât să se coordoneze cu jucătorii; adăugarea lui Ellie ca AI fiind una din marile contribuții aduse motorului. Motorul de iluminare a fost de asemenea recreat, pentru a incorpora iluminarea slabă⁠(en)[traduceți], în care lumina soarelui se strecoară printre spații și se reflectă pe suprafețe. Dezvoltarea jocului a fost una dificilă pentru echipă, aceasta simțind faptul că fiecare mecanică de joc trebuie analizată minuțios. Interfața jocului⁠(en)[traduceți] a fost modificată de mai multe ori în timpul dezvoltării.
The Last of Us a fost anunțat la data de 10 decembrie 2011, la gala premiilor Spike Video Game, anunț urmat de primul videoclip de prezentare și de un comunicat de presă oficial prin care au fost dezvăluite mai multe din caracteristicile jocului. Anunțul a mărit interesul arătat în industria jocurilor, lucru atribuit de jurnaliști reputației studioului Naughty Dog. Jocul nu a fost lansat la timp, ratând data la care s-a dorit a fi lansat inițial, cea de 7 mai 2013, fiind amânat pentru 14 iunie 2013 pentru rafinarea caracteristicilor acestuia. Pentru a mări încasările provenit din precomenzi⁠(en)[traduceți], Naughty Dog a colaborat cu mai multe magazine online, oferind ediții speciale având conținut suplimentar.

### Conținut suplimentar
Primul DLC a fost lansat odată cu jocul. Season Passul includea acces la toate DLC-urile, abilități noi și documentarul Grounded: Making The Last of Us; lansat online în februarie 2014. Alte două DLC-uri au fost incluse într-o parte din ediții speciale și au fost și ele disponibile odată ce jocul a fost lansat. Pachetul Sights and Sounds includea coloana sonoră, o temă dinamică pentru ecranul de start al consolei PlayStation 3, și două avataruri. Pachetul Survival cuprindea două înfățișări noi, câte una pentru Ellie și Joel, disponibile după terminarea jocului, bani și puncte de experiență în joc, precum și obiecte personalizabile pentru modul multiplayer. Pachetul de hărți Abandoned Territories,lansat la 15 octombrie 2013, a adăugat patru hărți noi pentru modul multiplayer, bazate pe locațiile din povestea jocului. Nightmare Bundle, lansat la 5 noiembrie 2013, a adăugat o colecție de zece obiecte pentru cap, nouă care puteau fi cumpărate separat.
The Last of Us: Left Behind a adăugat jocului o campanie pentru un singur jucător, fiind un prequel al poveștii principale, în care protagoniști sunt Ellie și prietenul ei Riley. A fost lansat la 14 februarie 2014 ca DLC și la 12 mai 2015 ca pachet de expansiune de sine stătător. Un al treilea pachet a fost lansat la 6 mai 2014, care era compus din cinci DLC-uri separate: Grounded adăugat un nou nivel de dificultate jocului și DLC-ul Left Behind; pachetul de hărți Reclaimed Territories  venea cu mai multe hărți pentru multiplayer; Professional Survival Skills Bundle și Situational Survival Skills Bundle au adăugat opt noi abilități pentru modul multiplayer; iar Survivalist Weapon Bundle a adăugat patru arme noi. Grit and Gear Bundle a fost lansat la 5 august 2014 și cuprindea armuri noi pentru cap, măști și gesturi noi pentru personaje. O variantă Game of the Year Edition conținând toate DLC-urile a fost lansat în Europa la 11 noiembrie 2014.

### The Last of Us Remastered
La 9 aprilie 2014, Sony a anunțat lansarea lui The Last of Us Remastered, o variantă îmbunătățită a jocului pentru PlayStation 4. A fost lansat la 29 iulie 2014 în America de Nord. Varianta Remastered vine cu o grafică îmbunătățită, mărind câmpul vizual⁠(en)[traduceți]. Mecanicile de luptă au fost și ele îmbunătățite, iar rata de cadre pe secundă⁠(en)[traduceți] a fost și ea mărită. Printre caracteristicile noi se numără și opțiuni audio avansate, comentariu audio și modul foto. Sunt incluse și DLC-urile lansate în trecut, inclusiv Left Behind și o parte din hărțile multiplayer. Echipa dezvoltatoare a dorit să facă o remasterizare reală, menținând „aceeași experiență de bază” fără a face schimbări mari în povestea sau mecanicile jocului.

## Recepție

### Recenzii
The Last of Us a primit recenzii pozitive. Media notelor centralizată de Metacritic dă un scor de 95 de puncte din 100, bazat pe 98 de recenzii. Este al cincilea cel mai bine cotat joc de Playstation 3 pe Metacritic. Criticii au apreciat dezvoltarea personajelor, povestea și subtextul acesteia, designul și sunetul jocului, precum și felul în care au fost portretizate femeile și personajele LGBT. Jocul este considerat a fi unul din cele mai importante titluri lansate pentru a șaptea generație de console, și a fost inclus în mai multe liste dedicate celor mai bune jocuri video din toate timpurile. Colin Moriarty de la IGN consideră că The Last of Us este „o capodoperă” și „cel mai bun joc care poate fi jucat numai pe PlayStation 3”, iar Edge îl consideră drept „povestea cea mai convingătoare și mai rezonantă emoțional” din generația de console din acea vreme. Oli Welsh de la Eurogamer a scris că este „un far de speranță” pentru genul survival horror; Andy Kelly de la Computer and Video Games a declarat că „Naughty Dog se află în cel mai bun moment al său”, considerând și că povestea este memorabilă, iar Moriarty de la IGN o consideră una din caracteristicile care fac jocul să iasă în evidență. David Meikleham de la Revista Oficială PlayStation a scris că ritmul a contribuit la îmbunătățirea poveștii, nesimțind trecerea timpului și având călătorie de care s-a bucurat la fiecare pas, iar Jim Sterling de la Destructoid a lăudat momentele de suspans ale jocului. Richard Mitchell de la Joystiq conideră că narațiunea a îmbunătățit relațiile dintre personaje.
Personajele-în special relația dintre Joel și Ellie-au fost și ele apreciate. Matt Helgerson de la Game Informer a scris că a simțit faptul că se poate identifica cu relația intre personaje, numind-o „vie” și „bine creionată”. Welsh de la Eurogamer a mai menționat că personajele au fost dezvoltate cu „atenție și măiestrie”, apreciind valoarea lor emoțională, iar Mitchell de la Joystiq consideră că relația dintre personaje este una veridică și emoționantă. Meikleham de la PlayStation Official Magazine i-a numit pe Joel și Ellie cele mai bune personaje din toate jocurile de Playstation 3, în timp ce Moriarty de la IGN le consideră ca fiind unul din punctele tari ale jocului. Kelly de la Computer and Video Games consideră că personajele sunt detaliate și că a devenit atașat de povestea lor. Philip Kollar de la Polygon a simțit faptul că Ellie este credibilă, facilitând dezvoltarea atașamentului față de ea, și că relația dintre personaje a fost ajutată de conversațiile întâmplătoare din joc. Interpretarea personajelor a fost și ea apreciată, cu Edge și Welsh de la Eurogamer menționând faptul că scenariul a fost ajutat de aceasta.
Mulți critici au considerat că luptele din joc sunt inovatoare și diferite față de alte jocuri. Helgeson de la Game Informer a apreciat vulnerabilitatea personajelor din timpul luptelor, în timp ce Kelly de la Computer and Video Games a fost mulțumit de varietatea de manevre de luptă. Moriarty de la IGN consideră că sistemul de fabricare al armelor a venit în ajutorul luptelor, și că acestea au contribuit la valoarea emoțională a poveștii, făcându-i pe inamici să pară „umani”. Mitchell de la Joystiq a venit cu remarci similare, menționând faptul că Joel se simte copleșit de multitudinea de inamici omorâți. Welsh de la Eurogamer a constatat faptul că luptele sunt pline de suspans. Tom Mc Shea de la GameSpot a scris că inteligentul artificial a afectat în mod negativ luptele, cu inamicii ignorând deseori companionul jucătorilor. Kolar de la Polygon consideră că luptele sunt nedrepte, în special când jucătorul se confruntă cu Infectații.

Desingul unei zone dintr-o SUA post-apocaliptică. Criticii au apreciat designul și felul în care zonele au fost construite. Caracteristicile vizuale, artistice și grafice, au fost și ele bine primite.

Caracteristicile vizuale ale jocului au fost apreciate de mulți critici. Kelly de la Computer and Video Games consideră că designul artistic al jocului este unul remarcabil, iar Welsh consideră că „te lasă cu gura căscată”. Mc Shea de la GameSpot a considerat că reprezentarea vizuală a lumii post-apocalipticii este una „monotonă”, fiind repetată de mai multe ori în trecut. Grafica a fost des apreciată ca fiind cea mai bună din orice joc de PlayStation 3, cu Helgeson de la Game Informer numind-o „fără egal în jocurile pentru console” cu Moriarty de la IGN declarând că a contribuit la realismul jocului. Sterling de la Destructoid a considerat că, deși jocul este impresionant din punct de vedere vizual, el prezintă mai multe probleme tehnice, cu texturi „neclare și nedetaliate” care se regăsesc în prima parte a jocului, lucru care a avut un impact negativ asupra graficii jocului.
Lumea și mediul jocului au atras multe aprecieri din partea criticilor. Kelly de la  Computer and Video Games a menționat că mediul este unul „mare, detaliat și înțesat cu secrete”, și că The Last of Us își „maschează” cu succes linearitatea. Edge a repetat aceleași remarci, adăugând faptul că desingul nivelurilor acompaniază cu bine povestea. Helgeson de la Game Informer a scris că lumea redă „singurătatea cu eficiență”. IGN, prin Moriarty, a apreciat elementele de design adăugate în mai multe locuri din lumea jocului, precum notițe ascunse și scrisori.
Criticii au apreciat și felul în care au fost folosite sunetele în The Last of Us. Welsh a considerat că sunetul a fost mult mai bun ca în alte jocuri, în timp ce Helgeson l-a numit „uimitor”. Mc Shea de la GameSpot a menționat că sunetele adăugate au contribuit la efectele mecanicilor de joc, în special în cazul în care jucătorul se ascunde de inamici. Kelly de la Computer and Video Games consideră că sunetele ambientale au avut un impact pozitiv asupra jocului, apreciind totodată și coloana sonoră a lui Gustavo Santaolalla ca fiind „aerisită și delicată". Helgeson și Sterling au numit coloana sonoră drept „evocatoare”, cu ultimul considerând-o un plus pentru joc.
Redarea violenței din The Last of Us a generat mai multe comentarii din partea criticilor. Ben Gilbert de la Engadget a considerat că atenția obsesivă a jocului pe lupte „a fost un rău necesar care a condus duo-ul fragil al protagoniștilor spre siguranță”, nefiind folosit doar ca metodă pentru a atinge anumite obiective. Kirk Hamilton de la Kotaku a remarcat că violența a fost una „dură, consecventă și necesară”, nefiind adăugată fără motiv. Anthony John Agnello de la USGamer a remarcat că jocul amintește des de negativitatea asociată violenței, făcând intenționat ca jucătorii să se simtă necomfortabili în timpul luptelor violente. El a mai menționat că decesele din joc nu au fost nenecesare sau nejustificate, făcând povestea mai puternică. Kelly de la Computer and Video Games a declarat că, în ciuda luptelor „incredibil de brutale”, violența nu a părut niciodată nelalocul ei. Welsh a venit cu remarci asemănătoare, declarând că violența nu este „desensibilizată sau fără scrupule”. Matt Helgeson de la Game Informer a observat că violența din joc i-a făcut pe jucători să pună la îndoială moralitatea alegerilor lor. Mitchell a menționat că violența a fost „proiectată pentru fi necomfortabilă”, îmbogățind caracterul lui Joel. Înainte de lansarea jocului, Keith Stuart de la The Guardian a scris că acceătarea violenței depinde de contextul jocului.
Mulți critici au discutat și despre portretizarea personajelor feminine. Jason Killingsworth de la Edge a apreciat faptul că jocul nu are personaje feminine cu caracter sexual, menționând că „oferă un antidot revigorizant sexismului și atitudinilor învechite față de genuri adoptate de majoritatea jocurilor mari”. Ellie Gibson de la Eurogamer a lăudat personajul lui Ellie ca fiind „uneori puternică, uneori vulnerabilă, dar niciodată un clișeu”. Ea a simțit că Ellie este portretizată inițial ca o „fată în primejdie”, dar acest concept este subminat. Carolyn Petit de la GameSpot a apreciat personajele feminine, considerându-le simpatetice și aflate într-un conflict moral, dar a scris că genurile în jocuri video ar trebui evaluate „conform meritelor proprii, nu în comparație cu alte jocuri”. Chris Suellentrop de la The New York Times a recunoscut că Ellie este un personaj plăcut și „uneori puternic”, dar a susținut că The Last of Us „este de fapt povestea lui Joel”, menționând că este „un alt joc video făcut de bărbați, pentru bărbați și despre bărbați”. The Last of Us a fost lăudat și pentru felul în care au fost redate personajele LGBT. Sam Einhorn de la GayGamer.net a simțit că dezvăluirea sexualității lui Bill „a îmbogățit caracterul personajului ... fără a-l tokeniza”. Organizația americană GLAAD l-a numit pe Bill „unul din cele mai intrigante personaje LGBT ale anului 2013”, considerându-l „cu multe defecte. dar unic”. Un sărut între două personaje feminine din Left Behind a stârnit reacții pozitive.

### Vânzări
În șapte zile de la lansare, The Last of Us s-a vândut în peste 1,3 milioane de exemplare, devenind jocul cu cele mai încasări la debut în anul 2013. După trei săptămâni, au fost vândute peste 3,4 milioane de unități, fiind considerată drept cea mai mare lansare a unui joc original de la L.A. Noire în 2011 și cel mai rapid vândut joc video pentru PlayStation 3 în 2013 la acea vreme. A devenit și cel mai bine vândut joc pe cale digitală prin intermediul PlayStation Store pentru PlayStation 3, deși date numerice privind vânzările nu au fost dezvăluite; acest record a fost întrecut de  Grand Theft Auto V. The Last of Us a devenit al zecelea cel mai bine vândut joc al anului 2013. Până în august 2014, au fost vândute peste opt milioane de exemplare, cu șapte milioane pe PlayStation 3 și un milion pe PlayStation 4. Este al treilea cel mai bine vândut joc din toate timpurile pentru Playstation 3. În Regatul Unit, jocul a rămas pe prima poziție pentru șase săptămâni consecutiv, egalând recorduri stabilite de titluri lansate pe mai multe platforme. În 48 de ore de la lansare, The Last of Us a generat vânzări de peste 3 milioane de lire sterline, cât a avut Man of Steel ca încasări în aceeași perioadă. Jocul a fost pe primul loc și în clasamentele din Statele Unite, Franța, Irlanda, Italia, Olanda, Suedia, Finlanda, Norvegia, Danemarca, Spania, și Japonia.

### Premii
The Last of Us este unul din cele mai premiate jocuri din toate timpurile, câștigând peste 240 de premii dedicate Jocului Anului. Înainte de lansare, a primit mai multe premii pentru videoclipurile prezentate la E3. A fost al doilea cel mai bine notat joc al anului 2013, conform agregatoarelor Metacritic și GameRankings, în urma lui Grand Theft Auto V. Jocul a apărut pe mai multe liste de la sfârșitul anului dedicate celor mai bune jocuri ale anului 2013, fiind primul la a 41-a ediție a Premiilor Annie, The A.V. Club, Premiile Academiei Britanice pentru jocuri video, Canada.com, Daily Mirror, The Daily Telegraph, Destructoid, a 17-a ediție a premiilor anuale DICE, The Escapist, GamesRadar, GameTrailers, a 14-a ediție a Premiilor Developers Choice, Game Revolution, Giant Bomb, Good Game, Hardcore Gamer, IGN, IGN Australia, International Business Times, Kotaku, VG247, și VideoGamer.com. A fost numit și cel mai bun joc pentru PlayStation de GameSpot, GameTrailers, Hardcore Gamer, și IGN. Naughty Dog a câștigat premiile de Studioul Anului și Cel mai bun dezvoltator din partea The Daily Telegraph, Edge, la Premiile Golden Joystick, Hardcore Gamer, și la gala Spike VGX 2013.
Baker și Johnson au primit mai multe nominalizări pentru interpretarea lui Joel și Ellie. Baker a câștigat premii din partea Hardcore Gamer și la Spike VGX 2013, în timp ce Johnson a câștigat mai multe premii la gala Premiilor Academiei Britanice pentru jocuri video, Premiile DICE, VGX 2013, și din partea The Daily Telegraph. Povestea jocului a primit și ea premii din partea Academiei Britanice, un premiu DICE, un premiu Game Developers Choice, premiul Golden Joystick, un premiu din partea Asociației Scenariștilor Americani, și din partea site-urilor GameTrailers, Giant Bomb, Hardcore Gamer, și IGN. Sunetul și muzica au fost și ele recompensate cu un premiu DICE, un premiu Inside Gaming, și unul din partea IGN. Designul grafic și artistic a câștigat mai multe premii din partea lui Destructoid, DICE, Golden Joystick, și IGN.
The Last of Us a primit și premiul DICE pentru Inovație în Gaming, și premiul de cel mai bun Third Person Shooter din partea GameTrailers. Jocul a mai primit și premii precum cea mai bună franciză nouă din partea Hardcore Gamer, cel mai bun joc nou la premiile Golden Joystick, și Cel mai bun debut din partea Giant Bomb. IGN i-a mai acordat și premiile pentru cel mai bun sunet, cel mai bun Multiplayer pentru PlayStation 3, cel mai bun joc de acțiune-aventură pentru PlayStation 3, și cel mai bun joc al anului 2013. La premiile British Academy Video Games a mai primit distincția de cel mai bun joc de acțiune-aventură, același premiu fiind acordat și de The Escapist. A fost numit cel mai bun joc de acțiune al anului de către Hardcore Gamer și cel mai bun joc de aventură al anului la Premiile DICE.

## Adaptări
O serie de benzi desenate, compusă din patru reviste, intitulată The Last of Us: American Dreams, a fost publicată de Dark Horse Comics între aprilie și iulie 2013. Scrise de Druckmann și ilustrate de Faith Erin Hicks, benzile desenate relatează acțiunile care au avut loc înaintea celor din joc, trecând în revistă călătoria dintre Ellie, mai tânără decât în joc, și Riley.
La 6 martie 2014, Sony a anunțat că Screen Gems va fi distribuitorul unei adaptări filmografice a The Last of Us, cu scenariul scris de Druckmann și produs de Sam Raimi. Până în ianuarie 2015, Druckmann a terminat a doua schiță a scenariului, pe care l-a parcurs alături de alți actori. De atunci pregătirile au stagnat, iar Druckmann a declarat în aprilie 2016 că filmul a intrat în development hell. La 15 noiembrie 2016, Raimi a declarat pentru IGN că pregătirile pentru film s-au oprit după ce Sony nu s-a înțeles cu Druckmann. La 28 iulie 2014, distribuția jocului a interpretat mai multe scene în Santa Monica, California, acompaniată de muzica lui Santaolalla, avându-l ca regizor pe Druckmann, și cu grafică din partea lui Alex Hobbs. Actrița Maisie Williams din Urzeala tronurilor și-a exprimat dorința de a o juca pe Ellie, contactându-i pe Druckmann și Raimi pentru a primi rolul.
Un serial omonim a avut premiera la 15 ianuarie 2023 pe HBO.

## Continuare
În februarie 2014, Druckmann a declarat că șansele ca o continuare să fie lansată sunt de 50%, și că povestea trebuie să găsească o poveste „care merită povestită, și care nu se repetă”. În iulie 2014,  Arne Meyer a declarat că dacă nu va fi lansată o continuare, acest lucru „ar fi un deserviciu” pentru studio și fani. În iunie 2015, discutând despre viitorul său la Naughty Dog într-un interviu, actorul Nolan North a menționat „Știu că fac un Last of Us 2”; Druckmann a dat mai multe detalii, susținând că o mică echipă de la Naughty Dog a venit cu mai multe idei și a început să proiecteze prototipuri pentru o continuare, dar au fost întrerupte atunci când echipa dezvoltatoare și-a concentrat atenția pe Uncharted 4: A Thief's End, care a fost lansat la 10 mai 2016.
La evenimentul PlayStation Experience din 3 decembrie 2016, s-a anunțat faptul că se lucrează la The Last of Us Part II. Videoclipul de prezentare al jocului dezvăluie întoarcerea lui Ellie și Joel, care are loc la cinci ani după acțiunea din primul joc; jucătorii o vor controla pe Ellie. Santaolalla se va întoarce în poziția de compozitor al coloanei sonore a jocului, iar Druckmann se ocupă de realizarea scenariului, alături de Halley Gross; Straley nu va fi regizorul jocului.